# Гідросфера (фільм)
«Гідросфера» (англ. 2103: The Deadly Wake) — фантастичний фільм 1997 року.

## Сюжет
Капітан Мердок несподівано отримує пропозицію від корпорації «Проксейт» очолити команду старого судна «Лілітт» з вантажем хімреактивів. Взявши курс на Лагос, капітан із здивуванням виявив, що команда складається з бандитів, а за ним ведеться цілодобове стеження.

## У ролях
- Малкольм МакДавелл — капітан Шон Мердок
- Майкл Паре — Таркіс
- Гайді фон Паллеске — Кора Фелл
- МакКензі Грей — Найджел Чан
- Гел Ейзен — Віллі
- Гвініт Волш — Мартін Квіллер
- Дерек Рітшель — Баз
- Майкл Джонсон — Сантьяго
- Даніела Нолано — Кіборг
- Морріс Дюранте — Клоув
- Жуль Делорм — Гюннер
- Сенді Кайзер — Кліфтон
- Ґлен Каллен — Кукі
- П'єро Дідіано — засуджений Том
- Тоні Кертіс Блонделл — вартівник 1
- Том Пашков — засуджений Дік
- Ель Даунс — Бабс
- Деміен Доммер — засуджений 3
- Сангіта Вісван — диктор
- Боріс Лінзендер — великий засуджений
- Карла Цесароні — жінка моряк
- Гектор Джонсон — нігерійський полковник
- Стів Турл — старий вартівник
- Стів Ванволкінгберг — капрал
- Роберт Гаррісон О'Керролл — вартівник капітан
- Джон Конноллі — вартівник 10
- Вінсент Волтерс — засуджений 6
- П.Дж. МакГарош — засуджений 9 /засуджений 17
- Дженніфер Дешам — засуджена 1
- Джоана Манесес — засуджена 2
- Ліндсі Ломакс — Baby, озвучка
- Сандра Кайзер — Менкс Кліфтон
- Ліллі МакДауелл — слуга

## Виробництво
Цей фільм — другий спільний проект акторів Малкольма Макдавелла та Майкла Паре. Вони вже знімалися разом в науково-фантастичному фільмі — Місяць-44.
Сюжет фільму розгортається в 2103 році.